# Fresens
Fresens is een plaats en voormalige gemeente in het Zwitserse kanton Neuchâtel. Fresens telt 197 inwoners.

## Geschiedenis
De gemeente Fresens is op 1 januari samen met Bevaix, Gorgier, Montalchez, Saint-Aubin-Sauges en Vaumarcus opgegaan in de nieuwgevormde gemeente La Grande Béroche.